# Chillanes (cantão)
Chillanes é um cantão do Equador localizado na província de Bolívar.
A capital do cantão é a cidade de Chillanes.